# Epiphaniaskirche (Hannover)

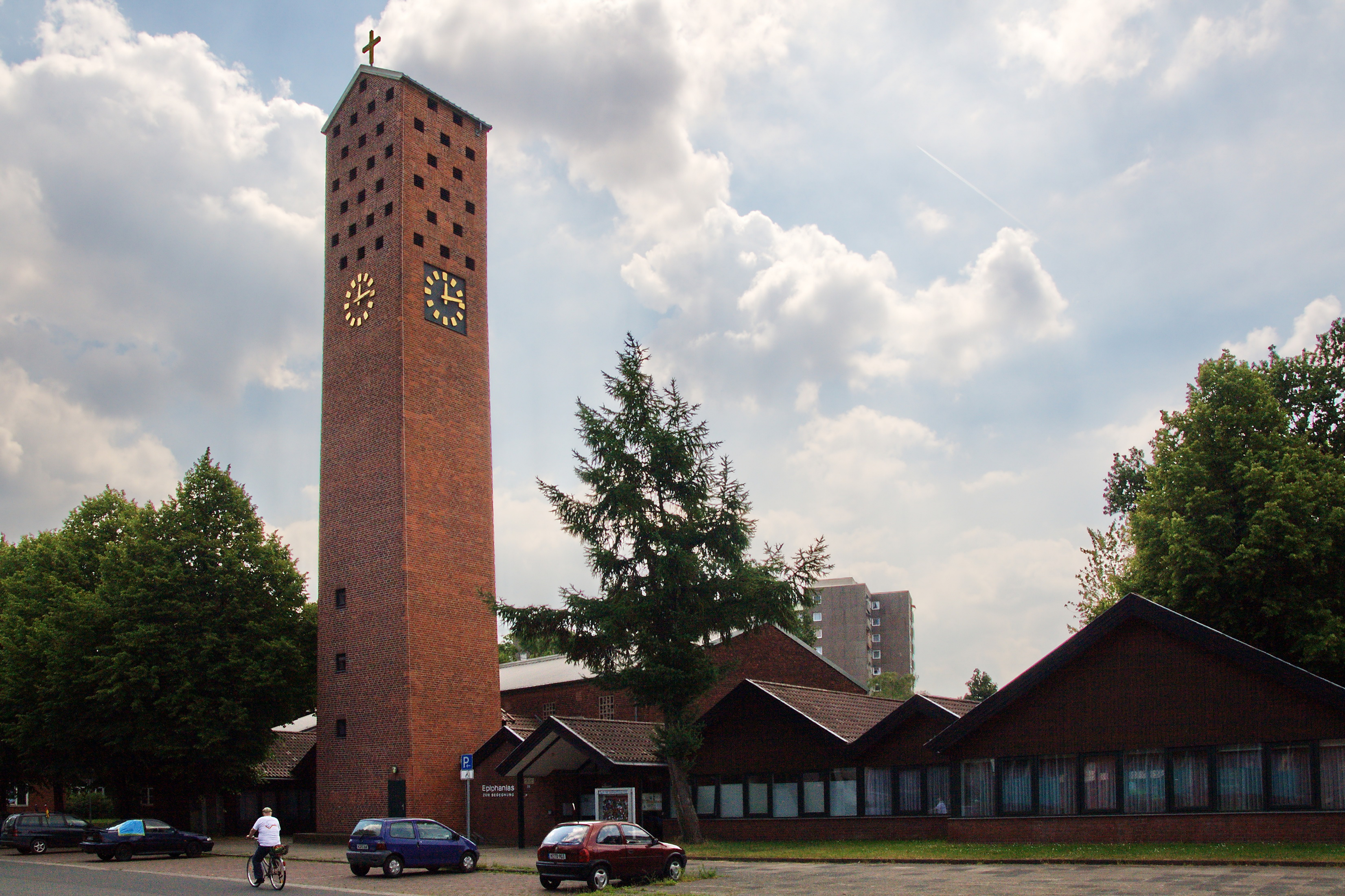
Epiphaniaskirche

Die Epiphaniaskirche ist eine evangelisch-lutherische Kirche in Hannover im Stadtteil Sahlkamp.

## Geschichte
Die Kirche wurde am 5. Juni 1960, einem Pfingstsonntag, eingeweiht. Sie entstand nach den Plänen der Architekten Peter Hübotter und Bert Ledeboer als ein eigenständiger Gebäudekomplex nach dem Vorbild einer mittelalterlichen Klosteranlage.
In der Kirchengemeinde arbeitete bis 1984 der Pastor Hans-Jürgen Meyer.
Am 3. Juni 2011 fand hier eine zentrale Trauerfeier für drei Bundeswehrsoldaten statt, die am 25. und 28. Mai im ISAF-Einsatz in Afghanistan gefallen sind.

## Ausstattung
Die Chorwand, ein Mosaik aus glasierten Kacheln und weiß verputzten Flächen von Klaus Arnold, zeigt von weitem einen großen Kelch und aus der Nähe die drei Kreuze auf Golgota.